# Aneuria angusta
Aneuria angusta är en tvåvingeart som beskrevs av Harrison 1959. Aneuria angusta ingår i släktet Aneuria och familjen myllflugor. Inga underarter finns listade i Catalogue of Life.